# Краљевина Саксонија
Краљевина Саксонија (њем. Königreich Sachsen) била је у периоду од 1806. до 1918. године независна чланица низа историјских конфедерација у наполеоновској и постнаполеоновској Њемачкој. Од 1871. дио је Њемачког царства. Постала је слободна држава у Вајмарској републици 1918. године након завршетка Првог свјетског рата и абдикације краља Фридриха Августа III. Пријестолница краљевине био је Дрезден. Насљедница краљевине је Слободна држава Саксонија.